# Flughafen Nan

i7
i11
i13
Der Flughafen Nan Nakhon (thailändisch ท่าอากาศยานน่านนคร; IATA-Code: NNT, ICAO-Code: VTCN) ist ein Regionalflughafen in der Provinzhauptstadt Nan der gleichnamigen Provinz in der Nordregion von Thailand.
2015 wurde ein neues Passagierterminal eröffnet. im Rahmen der Eröffnungsfeier des neuen Passagierterminals wurde Nan Airport in Nan Nakhon Airport umbenannt. Der Namenszusatz wurde von Ihrer Königlichen Hoheit, Prinzessin Maha Chakri Sirindhorn, im Rahmen der Eröffnungsfeier verliehen
Im Frühjahr 2016 bieten drei Gesellschaften Inlandsflüge an. Internationale Verbindungen gibt es keine.
Im Jahr 2024 fertigte der Flughafen über 400.000 Personen ab.
Mit einem Investitionsvolumen von rund 3,8 Milliarden Baht sollen die Start- und Landebahn, die Rollwege sowie das Passagierterminal modernisiert und ausgebaut werden. Auch ist der Bau eines neuen Parkhauses mit Platz für 600 Fahrzeuge vorgesehen. Der Baubeginn ist für 2030 geplant und die Fertigstellung soll bis 2032 abgeschlossen sein.